# King Khalid Military City

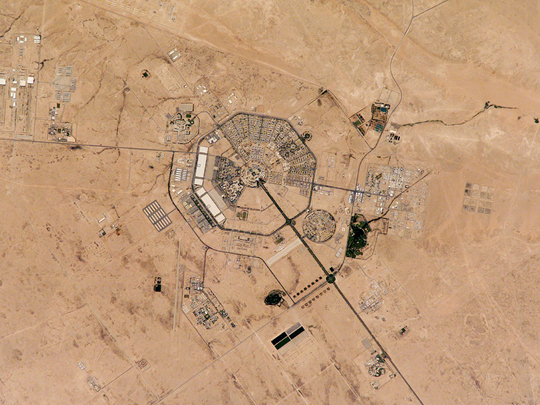
Foto di King Khalid Military City scattata da un satellite

King Khalid Military City (KKMC) (in arabo مدينة الملك خالد العسكرية‎?, Madynat al-Malik Khalid al-'Askariyah) è una cittadella militare situata nell'Arabia Saudita nordorientale, circa 60 km a sud di Hafar Al-Batin, progettata e costruita dalla Middle East Division, un'unità dell'U.S. Army Corps of Engineers, tra gli anni '70 e gli anni '80.  La cittadella è stata costruita per dare alloggio a numerose brigate statunitensi e saudite e può ospitare 65.000 persone. La cittadella è intitolata a Khalid bin Abdul Aziz (1913-1982), quarto Re dell'Arabia Saudita.